# Kōfu (Tottori)
Kōfu (江府町, Kōfu-chō) est un bourg situé dans le district de Hino, dans la préfecture de Tottori, au Japon.